# Listă de vulcani

## Poziția vulcanilor
| Africa : 1. Kilimanjaro 2. Nabro | America : 1. Antofalla 2. Cotopaxi 3. Dotsero 4. El Chicon 5. Popocatepetl 6. Paracutin 7. Mount St. Helens 8. Mauna Loa 9. Kilauea 10. Puyehue 11. Novarupta 12. Ojos del Salado | Asia : 1. Bromo 2. Fuji 3. Gunung Api Gamalama 4. Ijen 5. Klucevskaia Sopka 6. Krakatoa 7. Pinatubo 8. Semeru 9. Tambora 10. Avachinsky | Australia : 1. Glasshouse Mountains 2. Mount Canobolas 3. Mount Fox 4. Mount Warning | Europa: 1. Etna 2. Hekla 3. Stromboli 4. Vezuviu 5. Vulcanul Katla 6. Vulcanul Santorini | Oceania: 1. Koro 2. Lolo 3. Rabaul 4. Taveuni 5. Victory 6. Surtsey |

## Listă alfabetică
| - Antofalla - Agung - Arenal - Beerenberg - Bromo - Cumbre Vieja - Dotsero - Etna - Fuji - Huascaran - Hekla - Ijen - Katla - Keli Mutu - Kerinci - Kilauea - Kilimandjaro - Klucevskaia Sopka - Krakatau | - Mauna Loa - Mayon - Merapi - Mount St. Helens - Pinatubo - Piton des Neiges - Popocatepetl - Pura Besakih - Raung - Semeru - Sierra Negra - Singgalang - Santorini - Stromboli - Muntele Tambora - Tarvurvur - Tungurahua - Vezuviu |